# Brenná (Polsko)
Brenná (polsky Brenna) je vesnice v jižním Polsku ve Slezském vojvodství v okrese Těšín. Leží na území Těšínského Slezska v údolí Brennice (přítok Visly) a je obklopena vrcholy Slezských Beskyd. Je sídlem gminy Brenná, která zahrnuje také Malé a Velké Hůrky. V květnu 2016 obec čítala 6 134 obyvatel a měla rozlohu 78,3 km². Část katastru vesnice se nachází v krajinném parku Park Krajobrazowy Beskidu Śląskiego.

## Další informace
Centrum obce se rozkládá na středním toku Brennice mezi Malinou (579 m) a pásmem Blatného (917 m). Kromě něj Brennou tvoří osady:
- Buková (Bukowa) na horním toku Brennice
- Spálená (Spalona) na dolním toku Brennice
- Hołcyna podél stejnojmenného přítoku Brennice
- Lesnice (Leśnica) podél stejnojmenného přítoku Brennice

Většinu území obce pokrývají horské lesy, vesnice je obklopena horami ze tří stran. K Brenné patří mimo jiné východní svahy Rovnice a okolí Klimczoku. Hranice obce sahají až k Salmopolskému průsmyku. Vesnice tím pádem hraničí přímo s Vislou, Ustroní, Szczyrkem a Bílskem-Bělou, jediná příjezdová silnice však vede přes Velké Hůrky ze Skočova.
První zmínka o obci pochází z roku 1490, kdy zde těšínský kníže Kazimír II. založil skelnou huť. Další vývoj vesnice je spjat s valašskou kolonizací v 16. a 17. století. Až do konce první světové války byla Brenná majetkem Těšínské komory. V roce 1920 byla rozhodnutím Konference velvyslanců připojena k Polsku. Od konce ledna do dubna 1945 probíhaly kolem Brenné dlouhé boje mezi německou a sovětskou armádou.
Život a hospodářství soudobé Brenné souvisí především s cestovním ruchem, jedná se o populární východisko do Beskyd a letovisko s 3 000 lůžek v hotelech, penzionech a jiných ubytovacích zařízeních.
Z Brenné pochází Zbigniew Czendlik.